# Kleśniska
Kleśniska – wieś w Polsce położona w województwie śląskim, w powiecie kłobuckim, w gminie Lipie. W skład wsi wchodzą też kolonie: Stawki, Marianka. Przez wieś przebiega droga krajowa nr 42.
W latach 1975–1998 miejscowość administracyjnie należała do województwa częstochowskiego.

## Części wsi
| SIMC    | Nazwa    | Rodzaj      |
| ------- | -------- | ----------- |
| 0137911 | Marianin | część wsi   |
| 0137934 | Piła     | osada leśna |
| 0137928 | Stawki   | część wsi   |

## Historia
Początki wsi sięgają II połowy XVIII wieku. Nad jednym ze strumieni powstał tu wówczas młyn Kleśnik, a następnie osada, którą w I połowie XIX wieku odnotowano jako Kleśniska Pustkowie. W obecnym miejscu wieś rezyduje od I połowy XIX wieku. Na przełomie XIX i XX wieku nieco na wschód od zabudowań wiejskich położony był folwark Marianin. Po I wojnie światowej we wsi założono straż pożarną. W 1933 roku wieś zamieszkiwało 537 osób. Parcelacja majątku Parzymiechy przed II wojną światową stała się podstawą do powstania kolonii o nazwie Marianka. W pierwszych dniach II wojny światowej wielu mieszkańców zostało zamordowanych przez Wehrmacht. 24 lipca 1946 roku oddział Konspiracyjnego Wojska Polskiego stoczył w lesie obok wsi bój z siłami UB. Obecnie w lesie na granicy wsi stoi pomnik upamiętniający tamte wydarzenia. 

## Przyroda
W lesie w pobliżu wsi znajduje się ścisły rezerwat przyrody Bukowa Góra. Przy drodze dojazdowej od strony Parzymiech znajdowała się aleja, w 2010 roku decyzją władz lokalnych drzewa zostały ścięte.